# 马克·库班
馬克·庫班（英語：Mark Cuban，1958年7月31日—），是一位美國企業家、電視名人，曾是美國職業籃球聯賽（NBA）達拉斯獨行俠的擁有者，目前是該隊的少數股東。

## 早年生活
馬克·庫班出生於美國賓夕法尼亞州的匹茲堡，並且在匹茲堡當地的猶太人基層家庭長大。

1982年庫班搬到德克薩斯州，之後有過經營幾家公司。1998年丘班創立網路公司Broadcast.com，得到了很好的發展。1999年他將Broadcast.com以五十九億美元的天價賣給了雅虎公司（Yahoo），從而成為巨富。

## 體育事業

### 達拉斯獨行俠
2000年1月4日，庫班以2.85億美元自H. Ross Perot, Jr.的手中，買下了NBA達拉斯小牛隊的所有權，成為小牛隊老闆，直到2023年尾為止。

#### 行為爭議
庫班以敢言著名，收到聯盟罰單對他而言有如家常便飯。曾有一回他因為德克·諾威斯基要代表德國出征國際賽的問題和大衛·史騰吵翻。最後還是問題核心諾威斯基出面叫他閉嘴，然後兩人一起臥薪嘗膽，直到2011年夏天庫班才總算揚眉吐氣。
2018年2月21日，庫班被NBA罰款600,000美元，因他稱達拉斯小牛隊應該“在本賽季剩下的時間裡繼續休息”。亞當·席爾瓦委員指出，“罰款是為了對NBA有害的公開聲明”所做。

#### 粗話做功德
2015年庫班在電玩《英雄聯盟》慈善表演賽受訪，脫口說了F字粗話，主持人告知庫班，罵粗話，會被主辦單位罰款一萬五千美元，罰款會捐到「反霸凌基金會」，如果庫班願意表示：「收回這句話」，就可以免罰。庫班就問主持人：「我如果再罵一次，會再被罰一萬五千元麼？」主持人問他是不是想加碼？庫班於是再罵了一次，捐出了3萬美元，這種「粗話做功德」的模式，使得觀眾大聲歡呼，博得滿堂彩。

## 外部連結
- Blog （页面存档备份，存于）
- C-SPAN內的頁面（英文）
- 马克·库班在互联网电影资料库（IMDb）上的資料（英文）
- 马克·库班在《紐約時報》上的節選新聞及評論
- Mark Cuban （页面存档备份，存于） collected news and commentary at The Guardian
- 马克.库班 （页面存档备份，存于）的新浪微博